# Тангутский язык
Тангутский язык (𗼇𗟲, *mji ŋwu̱ [Гун Хуанчэн], *mi ngwu [Марк Миякэ]; кит. 西夏語 Си Ся юй — «язык Си Ся») — вымерший тибето-бирманский язык государства Си Ся. Некоторыми лингвистами классифицирован как один из цянских языков. Является дальним родственником бирманского языка и ещё более дальним — китайского.
Был одним из официальных языков государства Западное Ся, основанного тангутами и завоёванного Чингис-ханом в 1226 году.
Тангутский язык использовал собственное письмо.

Государство Си Ся на тангутском языке

Последним письменным источником на тангутском языке стала буддийская дхарани, датированная 1502 годом, которая свидетельствует о том, что тангутским пользовались и спустя три века с момента исчезновения Тангутской империи.

## Открытие
Современная тангутология появилась в первой половине XX века, когда Ж. Морис (фр. G. Morisse) получил копию Лотосовой сутры, частично проанализированной неизвестным китайским учёным. Большинство дошедших до нас тангутских текстов были обнаружены в Хара-Хото в 1909 году Петром Козловым и проанализированы ещё несколькими учёными, в том числе Алексеем Ивановым, Бертхольдом Лауфером, Дзюнтаро Исихамой, Ло Фучаном и Ван Цзинжу. Наибольшим был вклад русского учёного Николая Невского (1892—1937), создателя первого словаря тангутского языка, который реконструировал значение нескольких частиц, сделав возможным чтение тангутских текстов. Его труды были посмертно опубликованы в 1960 году под названием «Тангутская филология», а его самого наградили орденом Ленина. Тангутский язык пока ещё не полностью изучен. Хотя некоторые аспекты грамматики и морфологии были описаны Ксенией Кепинг и Тацуо Нисидой, синтаксическая структура языка всё ещё недостаточно прояснена.
Документы из Хара-Хото хранятся в ИВР РАН в Санкт-Петербурге. Они сохранились в Блокаду, но несколько манускриптов находились при Невском во время его ареста НКВД перед смертью, и были возвращены в ИВР при невыясненных обстоятельствах в октябре 1991 года. Коллекция содержит около 10 000 томов, по большей части буддийских текстов, законов и юридических документов созданных с середины XI по начало XIII века. Среди буддийских текстов встречаются уникальные, для которых неизвестно ни китайских, ни тибетских источников. Кроме того, сохранились тексты классиков конфуцианства, буддийский канон и большое количество оригинальных текстов. Собрания манускриптов значительно меньшего размера находятся в Британском музее, Пекинской библиотеке, библиотеке Пекинского университета и в других местах.

## Реконструкция

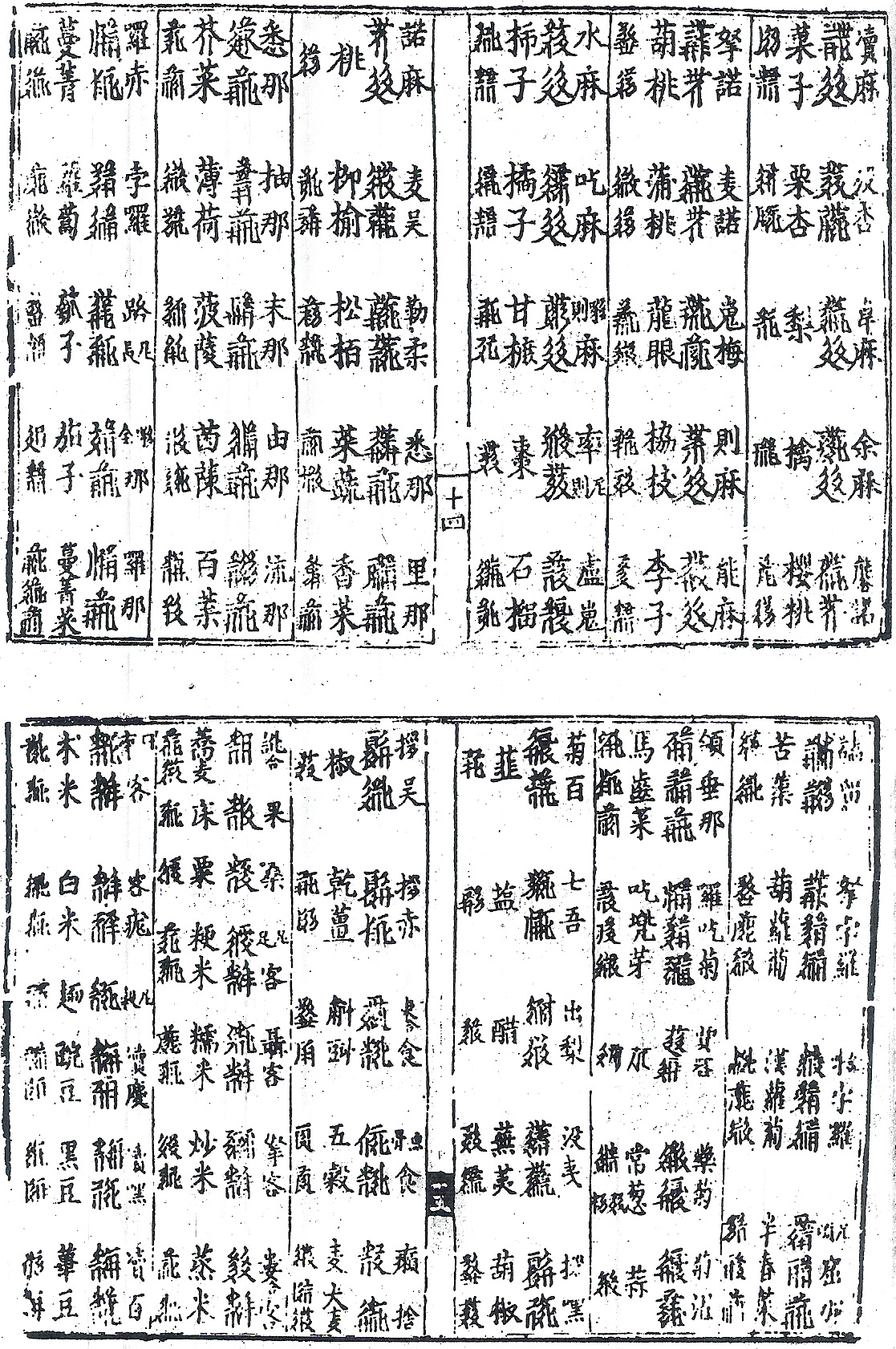
Страницы из «Фаньхань хэйши чжанчжончжу»

Связь между письмом и звучанием в тангутском ещё менее явная, чем в китайских языках: более 90 % китайских иероглифов содержат компонент, указывающий на произношение; для тангутского это число — меньше 10 %, из-за чего на письменность в вопросах реконструкции полагаться нельзя.
После обнаружения тангутско-китайского словаря Жемчужина на ладони Иванов в 1909 и Лауфер в 1916 предложили свои примерные реконструкции и начали изучение языка с точки зрения сравнительно-исторического языкознания. В «Жемчужине на ладони» произношение каждого тангутского символа объяснялось с помощью одного или нескольких китайских иероглифов и наоборот. Вторым источником является корпус с тибетскими транскрипциями тангутского. Все эти данные впервые были проанализированы Николаем Невским в 1925 году.
Несмотря на это, двух источников для реконструкции недостаточно, так как целью их составителей являлось не передать произношение максимально точно, а сделать практическую транскрипцию для носителей.
Третий важный источник для современных реконструкций — толковые тангутские словари: Вэньхай (кит. 文海), два издания Тунъиня (кит. 同音), Вэньхай цзалэй (кит. 文海雜類) и словарь без названия. Сведения о произношении там записаны по принципу фаньце. Несмотря на то, что в этих словарях разнятся детали (например, в одних знаки сортируются по инициали и рифме, во всех них количество рифм равно 105. Некоторое количество рифм указано в зависимости от места артикуляции, что указывает на проведённое тщательное фонетическое исследование составителями словарей.
Невский реконструировал грамматику тангутского языка и составил первый тангуто-русско-китайско-английский словарь, позднее важные работы по тангутологии опубликовали Тацуо Нисида, Ксения Кепинг, Гун Хуанчэнь, М. Софронов и Ли Фаньвэнь. Кроме словаря Невского существует словарь Нисиды (1966), словарь Фаньвэня (1997, переиздан в 2008) и Кычанова (2006).
В Китае развивается школа тангутоведения. Ведущими специалистами являются Ши Цзинбо, Ли Фанвэнь, Не Хунъинь (кит. 聶鴻音), Бай Бинь (кит. 白濱) в материковом Китае, а также Гун Хуанчэнь и Линь Инцзинь (кит. 林英津) на Тайване. Сильные школы тангутоведения имеются в России (Кычанов и его ученик К. Солонин), Японии (Нисида и Синтаро Аракава), Рут Даннел (англ. Ruth W. Dunnell) в США.

## Фонетика
Тангутский слог имеет структуру CVC (согласный-гласный-согласный) и имеет либо ровный, либо восходящий тон. Тангутский слог, подобно китайскому, делится на инициаль и рифму.

### Согласные
Согласные приведены согласно реконструкциям.
| Китайский термин | Перевод               | Современный термин                | Аракава             | Гун            |
| ---------------- | --------------------- | --------------------------------- | ------------------- | -------------- |
| 重唇音類         | тяжёлая губа          | губно-губные                      | p, ph, b, m         | p, ph, b, m    |
| 軽唇音類         | лёгкая губа           | губно-зубные                      | f, v, w             |                |
| 舌頭音類         | кончик языка          | зубные                            | t, th, d, n         | t, th, d, n    |
| 舌上音類         | верх языка            | палатализованные                  | ty', thy', dy', ny' |                |
| 牙音類           | заднезубные согласные | велярные согласные                | k, kh, g, ng        | k, kh, g, ŋ    |
| 歯頭音類         | кончик языка          | переднеязычные согласные          | ts, tsh, dz, s      | ts, tsh, dz, s |
| 正歯音類         | настоящий зуб         | палатальные аффрикаты и фрикативы | c, ch, j, sh        | tɕ, tɕh, dʑ, ɕ |
| 候音類           | гортань               | ларингальные                      | ', h                | ., x, ɣ        |
| 流風音類         | дующий ветер          | резонанты                         | l, lh, ld, z, r, zz | l, lh, z, r, ʑ |

105 рифм делятся на группы (кит. 等), типы (кит. 環) и классы (кит. 摄).
Тангутские рифмы делятся на три типа — «нормальные» (кит. 普通母音), «напряжённые» (кит. 緊候母音) и «ретрофлексные» (кит. 捲舌母音). Гун оставлял нормальные гласные без значка, под напряжёнными ставил точку, а после ретрофлексных помещал «r». Нотация Аракавы отличается только маркировкой напряжённых гласных с помощью «q».
Четыре группы рифм, различаемые в более древних словарях, позже были переосмыслены как три — две из них являются разновидностями одной, появляющимися с разными инициалями. Реконструкции Аракавы и Гуна не учитывают данную особенность.
В общем случае класс рифм — это все рифмы, возможные с данной инициалью.
Гун считает, что в тангутском имелась долгота гласных.

### Гласные
|                | 普通母音 | 緊候母音 | 捲舌母音 |
| -------------- | -------- | -------- | -------- |
| переднего ряда | i I u    | iq eq uq | ir Ir ur |
| среднего ряда  | e o      | eq2 oq   | er or    |
| заднего ряда   | a        | aq       | ar       |